# Чемпіонат Азії та Океанії з хокею із шайбою серед юніорів 1996
Чемпіонат Азії та Океанії з хокею із шайбою серед юніорів 1996 — 13-й розіграш чемпіонату Азії та Океанії з хокею серед юніорських команд. Чемпіонат проходив у Казахстані Усть-Каменогорськ. Турнір проходив з 19 по 22 березня 1996 року.

## Підсумкова таблиця
| М | Команда        | І | В | Н | П | ШЗ | ШП | Різ | О |
| - | -------------- | - | - | - | - | -- | -- | --- | - |
|   | Казахстан      | 3 | 3 | 0 | 0 | 32 | 8  | +24 | 6 |
|   | Південна Корея | 3 | 2 | 0 | 1 | 13 | 14 | -1  | 4 |
|   | Японія         | 3 | 1 | 0 | 2 | 11 | 13 | -2  | 2 |
| 4 | КНР            | 3 | 0 | 0 | 3 | 4  | 25 | -21 | 0 |

Фейр-Плей здобула збірна Казахстану.

## Результати
- Японія 5 – 1  КНР
- Казахстан 9 – 4  Південна Корея
- Японія 2 – 4  Південна Корея
- Казахстан 15 – 0  КНР
- КНР 3 – 5  Південна Корея
- Казахстан 8 – 4  Японія

## Команда всіх зірок
| Нагорода           | Гравець           | Збірна         |
| ------------------ | ----------------- | -------------- |
| Найкращий воротар  | Парк Чон-Су       | Південна Корея |
| Найкращий захисник | Віталій Новопашин | Казахстан      |
| Найкращий нападник | Шухаі Тадамура    | Японія         |